# Аль-Фаріа бінт Шаддад
Аль-Фаріа бінт Шаддад аль-Муррія (араб. الفارعة بنت شداد) — доісламська арабська поетеса, відома як одна з відносно невеликої кількості відомих середньовічних арабських поетес, так і знаменитою короткою мартією (на кшталт ляменту), яку вона написала для свого брата Масуда ібн Шаддада.
Належала до племену бану-удра, що була частиною великої племенної конфедерації кудаа з великої групи кахтанитів. Можливо мешкало в ваді аль-кура (на північ від оаз Тема і Ясриб). Оскільки значна частина племені бану-удра в доісламський період були православними, то припускають, що Аль-Фаріа також належала до ієї конфесії, але немає достеменних відомостей.

## Творчість
«Мартія» Аль-Муррії виглядає так:

О моє око, будь щедрим до Масауда, сина Шаддада
з кожною слізною залозою
чиє горе явне.
О, хто бачить хмару, що спалахує блискавкою
що я шукав усю ніч
проливний дощ на русло річки
чорна базальтова доріжка.
Нею полив би я могилу йому, що маю намір,
той, чия могила мені дорога
хоча він був невикуплений.
Засвідчувач на радах, зведення будівель,
браслет прапорів, пальник дамб,
Перерізай верблюду горлянку, вбивай тиранів,
запалювач на вершинах пагорбів, розривник уз,
Оратор красномовних, бунтівник ратних,
обструктор водопоїв, розсіювач сумнівів,
Лежачий на пасовищах, терплячий труднощі,
розвіювач жахів, скоритель висот,
Збирач усіх чеснот, як знали всі, хто його знав,
прикраса його товаришів, бич тирана.
О Абу Зураро, не віддаляйся!
Бо кожна молодь колись стане заручником
до кам'яної плити та дерев'яної опори.
О Бану Джарм. ти не дав пити своєму в'язню?
Нехай моя душа стане твоїм викупом, о Мас'уд,
від пекучої спраги!
Рушій широкої тяги
що супроводжується сильним фонтаном
після кипіння піни.
Хто залишає свого супротивника з пожовклими пальцями.
а його одяг ніби
шовковицею.
Покупець бурдюків для гостей
що горить у його дворі.
до знедолених,
рясний ранковий дощ.